# 87-й гвардейский самоходно-артиллерийский полк
87-й гвардейский самоходный артиллерийский Познанский Краснознамённый ордена Кутузова полк (бывший 87-й гвардейский артиллерийский полк) — воинское формирование Вооружённых Сил СССР, принимавшее участие в Великой Отечественной войне. В составе 39-й гвардейской мотострелковой Барвенковской ордена Ленина дважды Краснознамённой орденов Суворова и Богдана Хмельницкого дивизии.
Условное наименование — войсковая часть полевая почта (в/ч пп) № 38862, позывной — Доктринёр. Место дислокации — г. Гота (1965—1991), Германия (ГДР).
Сокращённое наименование — 87 гв. сап

## История создания
87-й артиллерийский полк был сформирован 2 августа 1942 года в г. Раменское, из ранее созданного на Урале, в г. Верхнем Уфалее, 1107-го запасного гаубично-артиллерийского полка.

С момента создания, 87-й артиллерийский полк входит в состав 39-й гвардейской стрелковой дивизии.

## Участие в Великой Отечественной войне
87-й гвардейский артиллерийский полк участвовал в Сталинградской битве, освобождении Левобережной и Правобережной Украины (Харьковская операция, Одесская операция), в Изюм-Барвенковской наступательной операции, в Люблин — Брестской, Варшавско—Познанской и Берлинской наступательных операциях. Мужество и героизм воинов-артиллеристов навсегда вписаны в историю Великой Отечественной войны.
Периды вхождения в состав Действующей армии:
- 12.8.1942 — 5.2.1943;
- 20.3.1943 — 7.6.1944;
- 15.6.1944 — 9.5.1945.

### Сталинградская битва

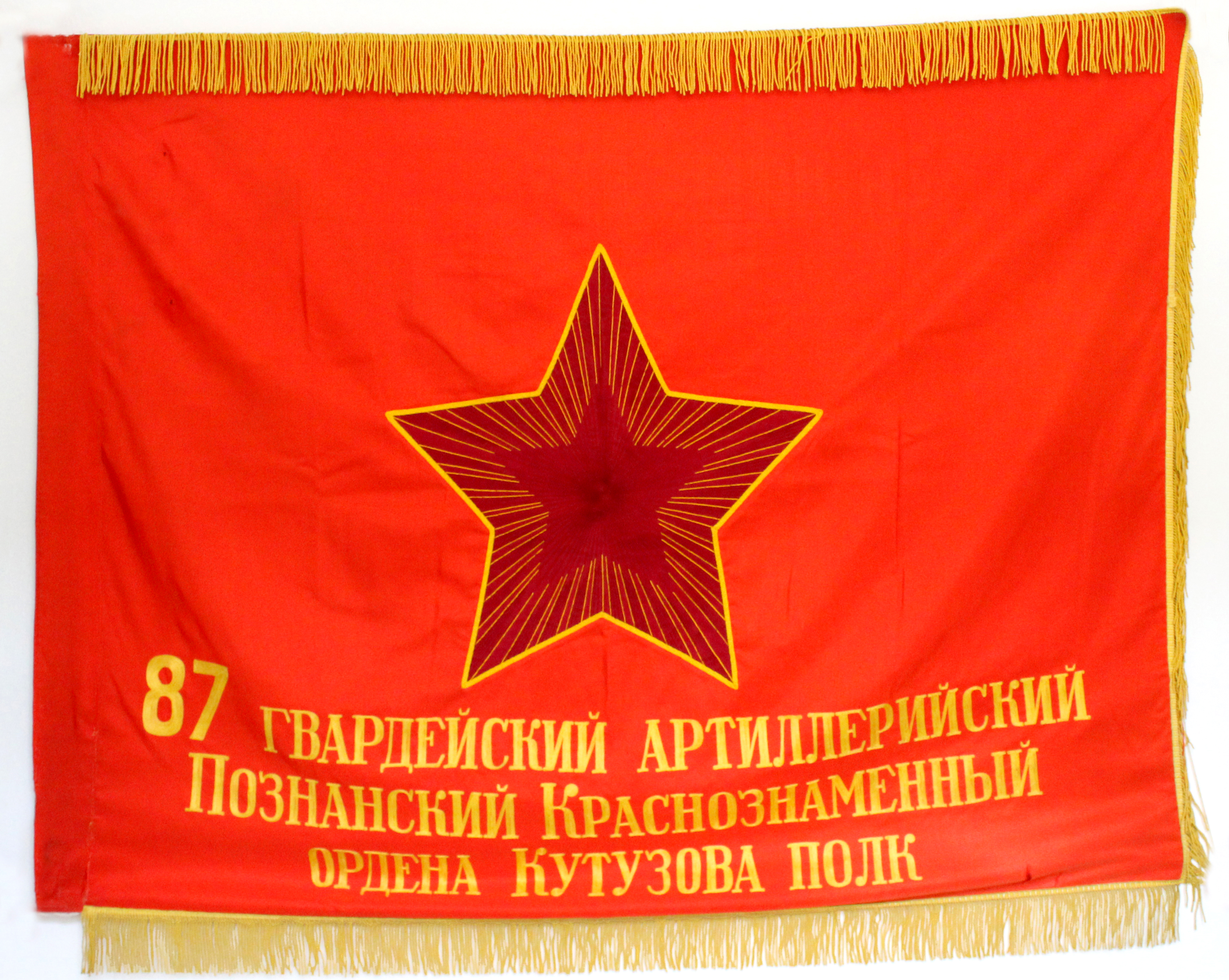
Знамя 87-го гвардейского артиллерийского полка (оборотная сторона).

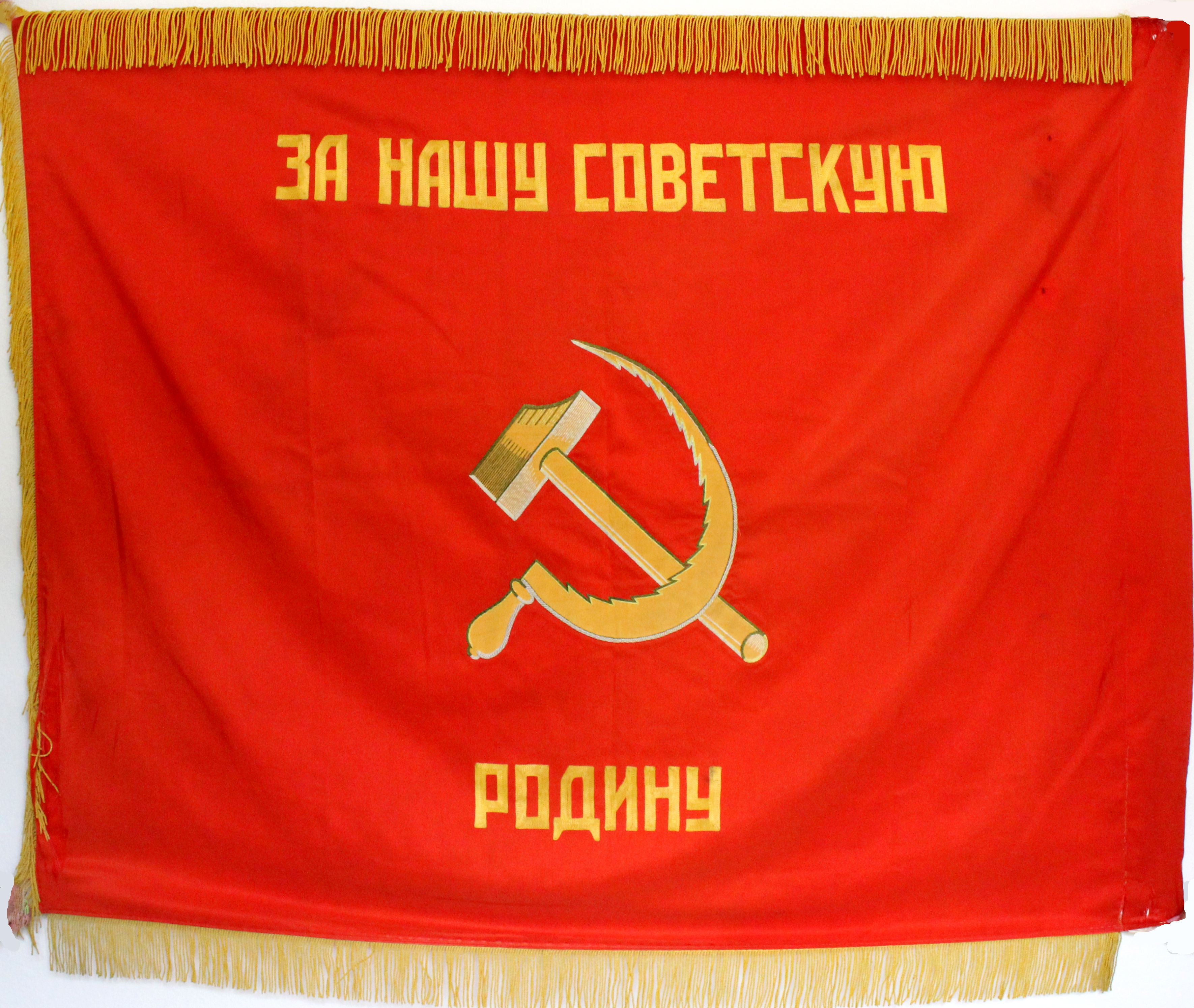
Знамя 87-го гвардейского артиллерийского полка (лицевая сторона).

Отдельной строкой в истории полка стоит Сталинградская битва, о чём писал в своих воспоминаниях Маршал Советского Союза В. И. Чуйков, который в послевоенное время неоднократно был в 8-й ГОА и в 39-й ГМСД, в состав которой входил полк.
14 — 15 августа 1942 года части дивизии с марша заняли рубежи обороны вблизи Сталинграда — на правом берегу р. Дон. Бои шли круглосуточно. 17 августа 1942 года части дивизии отошли на левый берег р. Дон и продолжали сдерживать натиск противника.
После сражений севернее Сталинграда 1 октября 1942 года 87-й гвардейский артиллерийский полк, вместе с другими полками дивизии, переправились через Волгу в Сталинград и принял участие в боях.
В Сталинградской битве дивизия под командованием генерал-майора Гурьева в составе войск 62-й армии Донского фронта сражалась на юго-западном направлении, а затем и в самом городе.
23 октября 1942 года немецкие части перешли в решительное наступление, чтобы сбросить соединения 39-й гвардейской стрелковой дивизии в Волгу и овладеть стратегически важным районом. По приказу Гурьева подразделения 120-го гвардейского стрелкового полка выбили оттуда немцев, и удерживали занятые рубежи до окончания Сталинградской битвы при мощной поддержке артиллерии 87-го гвардейского артиллерийского полка.
3 января 1943 года командующий 62-й армией генерал В. И. Чуйков вручил дивизии Гвардейское знамя. Знамя 39-й гвардейской
стрелковой дивизии украсил орден Красного Знамени.

### Освобождение Украины
87-й гвардейский артиллерийский полк в составе 39-й гвардейской стрелковой дивизии проявил доблесть и героизм в освобождении Украины от немецко-фашистских захватчиков. Своё почётное наименование и три из пяти орденов были получены 39-й ГСД за боевые заслуги, проявленные на Украине. Орден Красного Знамени 14 октября 1943 — за мужество и героизм, проявленные в боях за город Запорожье, Орден Суворова II степени 19 марта 1944 — за мужество и героизм, проявленные в боях на реке Ингулец на Правобережье Украины, Орден Богдана Хмельницкого II степени 20 апреля 1944 — за мужество и героизм, проявленные в боях за город Одесса.
С февраля 1943 года 87-й гвардейский артиллерийский полк сражался в тяжёлых боях на харьковском направлении (См. Харьковская операция) в составе войск Юго-Западного фронта.
Дивизия получила почётное наименование «Барвенковская» за освобождение г. Барвенково 10 сентября 1943 года.

### Освобождение Польши
87-й гвардейский артиллерийский полк принял активное участие в освобождении Польши в 1945-м году. (Висло-Одерская операция). 87-й гвардейский артиллерийский полк получил почётное наименования «Познанский» и свой первый орден — Орден Красного Знамени за прорыв обороны немцев южнее Варшавы.

### Штурм Берлина[6]
Был отброшен Гитлер от столицы,
Когда в местечке Верхний Уфалей
Родился новый полк артиллерийский
По воли мудрой партии моей!
Припев

В боях рождённый,

Не побеждённый,

Прошёл наш полк

Дорогами побед!

Пусть слава носит

Отважных познанцев,

Сынов страны,

Которой лучше нет!
Честь большая выпала по праву
Служить нам здесь, за рубежом страны

И мы клянёмся — приумножим славу,
Добытую отцами в дни войны!
Первая фраза сражения за германскую столицу заключалась в форсировании рек и каналов практически по всему периметру обороны города.
Внутренний пояс немецкой обороны Берлина в полосе наступления 39-й ГСД проходил по каналу Тельтов (Teltowkanal). Форсирование канала было возложено на 117-й гвардейский стрелковый полк. Части сил форсировал канал по плотным немецким шквальным огнём. Командир полка Гриценко в атаку солдат вёл лично и был убит.
Наступая на северо-запад, в направлении зоопарка, 87-й гвардейский артиллерийский Познанский Краснознамённый полк, 29 апреля вышел к Ландвер-каналу. Канал был неширокий и неглубокий, но преодолеть его было почти невозможно. Берега его были крутые и выложены камнем. От верхней кромки берега до воды — около 3-х метров гладкой и скользкой стенки. Весь канал и подступы к нему простреливались плотным пулемётным огнём и орудиями прямой наводки. Но для гвардейцев и это не явилось препятствием. Они нашли водосточные трубы, которые выводили в канал прямо на уровень воды. Этими трубами они подползли к каналу, преодолели его водную часть вплавь, а на противоположном берегу, по таким же трубам выбрались на поверхность, оказавшись в тылу немцев, оборонявших непосредственно берег канала. Таким образом, стрелковые полки 39-й ГСД двумя батальонами, при поддержке артиллерии полка, форсировали этот канал и овладели южной частью парка Тиргартена (Tiergarten). Стрелковые полки моги успешно продвигаться в северо-восточном направлении, на Рейхстаг (Reichstag). Однако атаки не состоялось. Был получен приказ: оставить часть сил для удержания достигнутого рубежа, остальные силы отвести назад.
К вечеру 29 апреля 1945 года, ведя тяжёлые бои за каждый дом, дивизия вплотную подошла к забору Зоологического сада. Но овладеть им с ходу не удалось. В Зоологическом саду, как известно, располагался командный пункт командующего обороной Берлина, генерала Вейдлинга (Helmuth Weidling). Сад был обнесён железобетонным забором. Внутри сада заранее построены прочные железобетонные бункера, представлявшие собой трёхэтажные здания. Железобетонные стены имели толщину до 2,5-й метров и не пробивались снарядами. По всем этажам зданий были закрывающиеся стальными плитами амбразуры. На крышах располагались зенитные пушки 88 и 128 мм калибра, которые вели огонь прямой наводкой. Все прилегающие к зоопарку здания также были заранее подготовлены к обороне. Все улицы, выходящие к зоопарку, простреливались ружейно-пулемётным и артогнём. Почти весь личный состав был брошен на проделывание этих проходов и вытаскивание пушек-гаубиц на руках.
К рассвету орудия 87-го гвардейского артиллерийского Познанского Краснознамённого полка стояли нацеленными на бункера и укреплённые здания и тщательно замаскированы. По сигналу они открыли беглый огонь. Все бункера и здания мгновенно окутались дымом и пылью. Однако пробить стенки бункеров даже этими системами не удалось. Но своё дело они сделали. Немцы на некоторый период были оглушены и ошеломлены. Используя замешательство немцев, 112-й и 117-й гвардейские стрелковые полки стремительно бросились к бункерам и другим объектам атак. Кроме обычного вооружения, солдаты тащили с собой во всевозможной посуде бензин; сапёры — взрывчатые вещества; химики — дымшашки. Подойдя вплотную, начали выжигание и выкуривание немцев. Генерал Вейдлинг с частью своего штаба вынужден был убежать на новый КП. Остальной гарнизон сдался. Уже после пленения генерала Вейдлинг показал, что потеря им этих бункеров лишила его связи и возможности управлять боевыми действиями берлинского гарнизона.

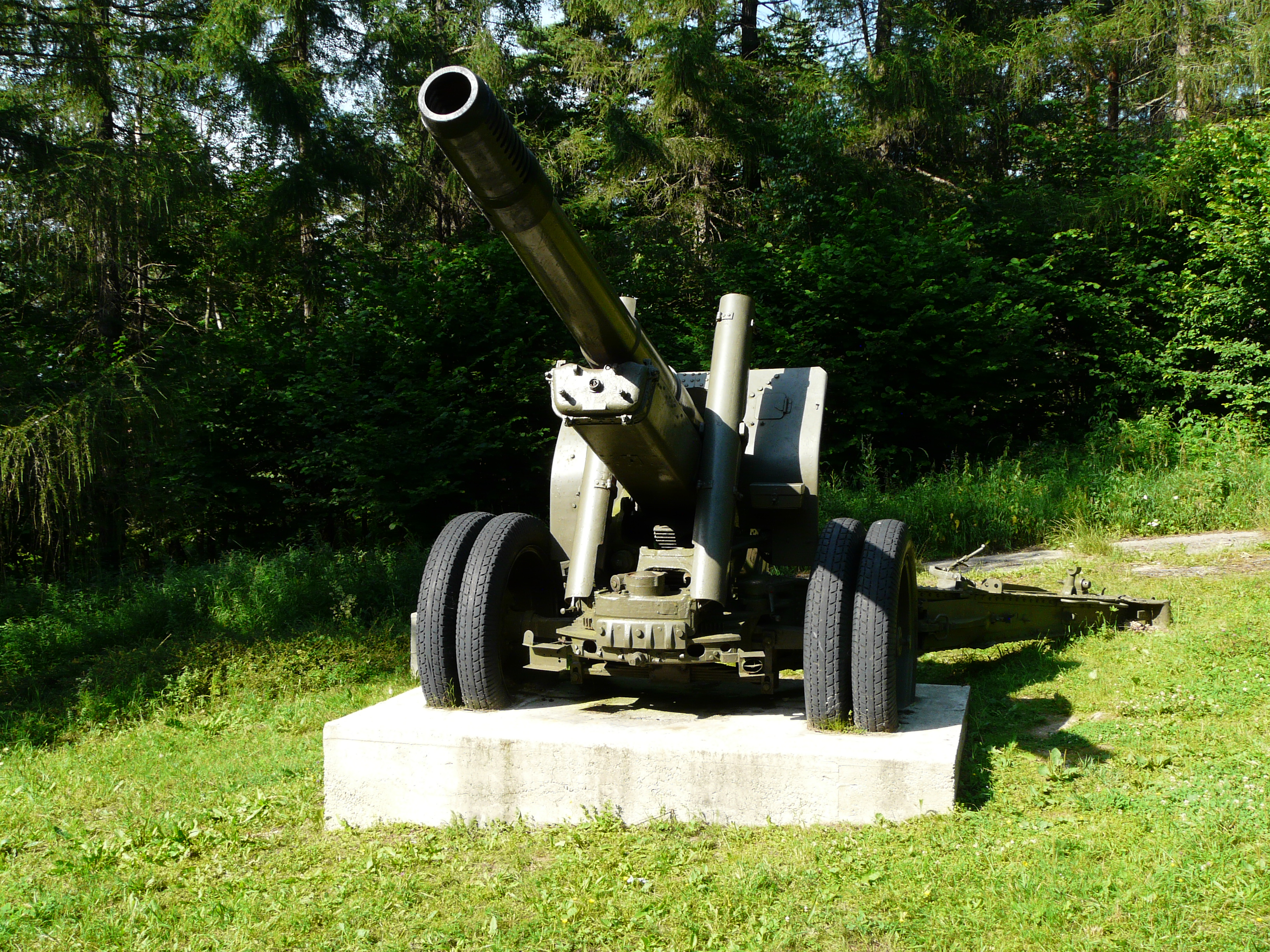
Памятник советским артиллеристам в Тиргартене (Берлин)

Решительным броском уже в первой половине дня 1 мая 1945 года части 39-й гвардейской стрелковой дивизии овладели южной частью парка Тиргартен, зоопарком и соединились с частями 3-й ударной армии, 2-й гвардейской танковой армии и с 1-й польской пехотной дивизией (1-я армия Войска Польского). 

Нелишне отметить и такой факт. Несмотря на сильный огонь и тяжёлые бои по овладению зоопарком, абсолютное большинство, а точнее, почти все звери и птицы зоопарка оказались живыми.
Указом Президиума Верховного Совета СССР за мужество, героизм, проявленное при взятии Берлина, 87-й гвардейский артиллерийский Познанский Краснознамённый полк был награждён орденом Кутузова III степени, а 39-я ГСД была награждена пятым орденом — Орденом Ленина.
Боевой путь 87-й гвардейский артиллерийский Познанский Краснознамённый ордена Кутузова полк закончил 9 мая 1945 года.
Командиром дивизии во время Берлинской наступательной операции и штурма Берлина был гвардии полковник Марченко Ефим Трофимович. 

Этот раздел написан на основе его не опубликованных мемуаров.

## Отличившиеся воины полка
За годы Великой Отечественной войны 1 воин полка стал кавалером ордена Славы 3-х степеней.
Произведено награждений орденами и медалями СССР не меньше:
- орден Ленина — 1
- орден Красного Знамени — 29
- орден Кутузова III степени — 1
- орден Александра Невского — 7
- орден Отечественной войны I степени — 74
- орден Отечественной войны II степени — 123
- орден Красной Звезды — 249
- орден Славы I степени — 1
- орден Славы II степени- 41
- орден Славы III степени — 188
- медаль «За отвагу» — 802
- медаль «За боевые заслуги» — 322

(Данные взяты из приказов 87 гвардейского артиллерийского полка, 39 гвардейской стрелковой дивизии, 28 гвардейского стрелкового корпуса, Военных советов 62 армии, 8 гвардейской армии, Сталинградского фронта, 1 Белорусского фронта, 3 Украинского фронта и указов Президиума Верховного Совета СССР, размещённых на сайте МО РФ: Электронный банк документов «Подвиг народа в Великой Отечественной войне 1941—1945 гг»).
Тысячи офицеров, сержантов и солдат награждены медалями «За оборону Сталинграда», «За взятие Берлина», «За победу над Германией в Великой Отечественной войне 1941—1945 гг.»
 Сухарев Николай Иванович, гвардии рядовой, старший разведчик дивизиона. Кавалер Ордена Славы трёх степеней. Награждён: приказом командира 39 гвардейской стрелковой дивизии № 0120/н от 20 января 1945 г. орденом Славы III степени, приказом военного совета 8 гвардейской армии № 569/н от 9 апреля 1945 г. орденом Славы II степени, указом Президиума Верховного Совета СССР от 15 мая 1946 года орденом Славы I степени. Погиб 1 мая 1945 года в бою за Берлин.
Представлены к званию «Герой Советского Союза», но не награждены:
- Марков Валентин Иванович, гвардии лейтенант, командир взвода управления. Награждён орденом Красного Знамени.(Приказ Военного совета 8 гв. А № 357/н от 26 сентября 1944 г.)

| Орден Кутузова III степени: - Ярмак Алексей Иванович, гвардии майор, исполняющий должность командира полка. Приказ Военного совета 1 Белорусского фронта № 613/н от 3 июня 1945 г. Орден Александра Невского: - Карташев Евгений Георгиевич, гвардии капитан, командир дивизиона. Приказ ВС 8 гв.А № 104/н от 22 июня 1945 г. - Костин Алексей Иванович, гвардии капитан, командир батареи. Приказ ВС 8 гв.А № 68/н от 17 марта 1945 г. - Краснов Венедикт Михайлович, гвардии капитан, командир дивизиона. Приказ ВС 8 гв. А № 048/н от 24 октября 1944 г. | - Кузнецов Юрий Фёдорович, гвардии старший лейтенант, командир штабной батареи полка. Приказ ВС 8 гв.А № 474/н от 11 февраля 1945г. - Мороз Михаил Александрович, гвардии капитан, заместитель командира дивизиона по строевой части. Приказ ВС 8 гв.А № 104/н от 22 июня 1945 г. - Политов Сергей Гаврилович, гвардии старший лейтенант, заместитель командира дивизиона по строевой части. Приказ ВС 8 гв.А № 104/н от 22 июня 1945 г. - Решетов Григорий Семёнович, гвардии старший лейтенант, командир батареи. Приказ ВС 8 гв.А № 104/н от 22 июня 1945 г. |

Список составлен на основании данных сайта: Электронный банк документов «Подвиг народа в Великой Отечественной войне 1941—1945 гг».

## Награды и почётные наименования
| Награда (наименование)             | Дата               | Кем и за что награждён. |
| ---------------------------------- | ------------------ | --- |
| Почётное звание «Гвардейский»      | 2 августа 1942 г.  | 87-й артиллерийский полк был сформирован 2 августа 1942 года в г. Раменское, из ранее созданного на Урале, в г. Верхнем Уфалее, 1107-го запасного гаубично-артиллерийского полка. С момента создания, 87-й артиллерийский полк входит в состав 39-й гвардейской стрелковой дивизии.                                                                 |
| Орден Красного Знамени             | 19 февраля 1945 г. | За образцовое выполнение боевых заданий командования в боях с немецкими захватчиками при прорыве обороны немцев южнее Варшавы и проявленные при этом доблесть и мужество. Указ Президиума Верховного Совета СССР от 19 февраля 1945 года.(объявлен приказом Заместителя НКО СССР от 28 июня 1945 года № 0116) Орден Красного Знамени № 286500.      |
| Почетное наименование «Познанский» | 5 апреля 1945 г.   | В ознаменование одержанной победы и за отличие в боях при овладении городом и крепостью Познань (Польша). Приказ Верховного Главнокомандующего от 5 апреля 1945 года, № 063. |
| Орден Кутузова III степени         | 11 июня 1945 г.    | За образцовое выполнение боевых заданий командования в боях с немецкими захватчиками при овладении столицей Германии городом Берлин и проявленные при этом доблесть и мужество. Указ Президиума Верховного Совета СССР от 11 июня 1945 года.(объявлен приказом Заместителя НКО СССР от 28 июня 1945 года № 0125) Орден Кутузова III степени № 1968. |

## Командиры полка

### Во время Великой Отечественной войны
- Калашников (1942) — гвардии подполковник[11]
- Попов Евдоким Андреевич (1942—1943) — гвардии подполковник (с 1 октября 1942 года по 2 февраля 1943 года)[12].
- Найман Илья Менделевич, гвардии подполковник.(погиб 23 августа 1943 года)[13]
- Турчинский Григорий Александрович, гвардии майор (сентябрь 1944)[14]
- Войзбун Александр Александрович — гвардии полковник (1945)
- Сиас, гвардии подполковник- (февраль — июнь 1945)???
- Шпынёв Георгий Николаевич, гвардии подполковник, апрель-май 1945 ?[15]
- Ярмак Алексей Иванович — гвардии майор (май 1945)

### В послевоенное время
- гвардии подполковник Разумов (11 мая 1945 года-?)
- гвардии подполковник Пугачёв (июль 1945 — ?)
- гвардии майор Нагиев Нагий Алиевич (сентябрь 1945- ?)[16].
- гвардии подполковник Разумов Пётр Петрович (декабрь 1945 г.- ?)[17]
- Шерстюгин (1961—1963);
- Нольде (1963—1965);
- гвардии полковник Михалкин Владимир Михайлович (1965—1968);
- гвардии подполковник Бобров Виталий Михалович (1968-1970) был самым молодым командиром полка в СА
- гвардии подполковник Бонарев Эдуард Николаевич (1970—1973);
- гвардии подполковник Басистый (1973—1976);
- гвардии подполковник Юдин (1976—1979);
- гвардии подполковник Дементьевский (1979—1982);
- гвардии подполковник Синюков (1982-1985);
- гвардии подполковник Ткаченко Евгений Викторович (1985—1987);
- гвардии полковник Жук Александр Дмитриевич (1987—1991)
- гвардии подполковник Перевалов Василий (1991- до расформирования)
- |  | Информация о командирах этого воинского формирования с большой степенью вероятности является неполной. Вы можете помочь проекту, дополнив её и убрав после этого данный шаблон. (14 апреля 2012) |

## Полк в послевоенное время
После Великой Отечественной войны, 87-й гвардейский артиллерийский Познанский Краснознамённый ордена Кутузова полк дислоцируется в городах Плауэн (1945—1954), Арнштадт (1954—1959), Заальфельд (1959—1965). В 1965 году полк последний раз меняет меняет место дислокации и до вывода войск с территории Германии, находится в городе Гота.
В 1979 году полк становится самоходно-артиллерийским.
- Значимые события в боевой подготовке полка  в период с 1987 по 1990 годы (период объединения ФРГ и ГДР):

1987 год - Главная Инспекция МО СССР. Вывод: "87 гв. сап боеготов"
1989 год - Всеармейское состязание командиров батарей артиллерии СВ. Командир 9 сабатр гв. ст. л-нт Пузанов А.В. - 2-е место
1990 год - Всеармейское состязание командиров батарей артиллерии СВ. Командир 1 сабатр гв. к-н Блидер Д.Е. - 2-е место
1990 год (15-20 ноября) Комиссия ГШ ВС СССР. Общая оценка "Хорошо"

## Вооружение полка на 1991 год
- 54 ед. 2СЗ «Акация»,
- 18 ед. БМ-21 «Град»;

АРК-1 1ед
снар-10 2 ед
- 5 ед. ПРП-3,4;
- 3 ед. 1В18,
- 1 ед. 1В19;

Р-142 2 ед
- 1 ед. Р-145 БМ,
- 1 ед. Р-156 БТР,
- 3 ед. МТ-ЛБТ.

Составлено по Справочнику ЗГВ Ленского-Цыбина.
Гимн полка
Был отброшен Гитлер от столицы
Когда в местечке Верхний Уфалей
Родился новый полк артиллерийский
По воле мудрой партии моей
Припев
В боях рождённый, непобеждённый
Прошёл наш полк дорогами побед!
Пусть слава множится отважных познанцев -
Сынов страны, которым равных нет!
Пусть слава множится отважных познанцев -
Сынов страны, которым равных нет!

## Вывод и расформирование
После объединения Германии в 1990-м году, с подписанием 12 сентября 1990 г. министрами иностранных дел ФРГ, ГДР, СССР, США, Франции и Великобритании «Договора об окончательном урегулировании в отношении Германии», пребывание советских войск на территории объединённой Германии — ФРГ стало определяться как временное, а планомерный вывод должен быть осуществлён по 1994 год включительно.
87-й гвардейский самоходно—артиллерийский Познанский Краснознамённый ордена Кутузова полк был выведен одним из первых с территории Германии на территорию Украины, в город Белая церковь и расформирован в 1991 году. Вывод полка проходил с июня по октябрь 1991 года.
Последние военнослужащие, вместе с командиром 39-й гвардейской мотострелковой Барвенковской ордена Ленина дважды Краснознамённой орденов Суворова и Богдана Хмельницкого дивизии гвардии генерал-майором Миненко Александром Тимофеевичем и начальником штаба дивизии гвардии полковником Клыковым Виктором Ивановичем покинули территорию Германии 28 октября 1991 года.
87-й гвардейский самоходно—артиллерийский Познанский Краснознамённый ордена Кутузова полк, после вывода, был расформирован. Вывод полка пришёлся, пожалуй, на самое сложное время в послевоенной истории страны — период ГКЧП и следующего за ним распада Советского союза. Личный состав полка был распределён, в основном, в Киевском военном округе.
Боевое знамя и ордена 87-го ГСАП находятся в Национальном музее истории Великой Отечественной войны 1941—1945 годов (г. Киев, Украина).

## Известные люди, служившие в полку
- Михалкин Владимир Михайлович, Маршал артиллерии. С 1962 года заместитель командира, с 1965 года командир (гвардии полковник) 87 гв. сап[21] , Командующий РВ и А СВ
- Бобров Виталий Михайлович, генерал-лейтенант артиллерии. С 1968 по 1970 г. командир полка, Командующий РВ и А ГСВГ (ЗГВ)

## Память
Мемориальная плита на месте боёв полка в августе 1944 года на Шерпенском плацдарме (Республика Молдова).